# أنيليمة زغبية
أنيليمة زغبية (الاسم العلمي: Aneilema hirtum) هي نوع من النباتات تتبع جنس الأنيليمة من الفصيلة الوعلانية.